# Fédération norvégienne de bridge
 (mars 2025).
Si vous disposez d'ouvrages ou d'articles de référence ou si vous connaissez des sites web de qualité traitant du thème abordé ici, merci de compléter l'article en donnant les références utiles à sa vérifiabilité et en les liant à la section « Notes et références ».
La Fédération norvégienne de bridge, en norvégien Norsk Bridgeforbund (NBF), créé en 1932, est l'organisation nationale chargé de gérer et de promouvoir la pratique du bridge en Norvège. 
Le bridge est très populaire dans ce pays.[réf. nécessaire]
La Fédération norvégienne de bridge édite un journal qui s'intitule Norsk Bridge.[réf. nécessaire]
Le président de la fédération norvégienne est Jostein Sørvoll depuis 2014.
L'organisme norvégien est affiliée à la Fédération mondiale de bridge et la Fédération norvégienne des sports de l'esprit.
La Norvège fait d'ailleurs partie des grandes nations du bridge.
Le vice-président est Eva Flått.

## Joueurs de bridge norvégiens
- Geir Hegelmo (né en 1970), champion du monde
- Ranik Halle, président de la Fédération norvégienne de bridge (1954-1964)
- Tor Helness

## Organisation
Le bureau (Styre) compte un président, un vice-président, ainsi qu'un secrétaire général.

### Composition actuelle du bureau
- président (President): Jostein Sørvoll
- vice-président (Vicepresident): Eva Flått
- secrétaire général (Generalsekretær): Allan Livgård

## Administration
| Président            | de   | à    |
| -------------------- | ---- | ---- |
| Anton Midsem         | 1932 | 1934 |
| Johannes Brun        | 1934 | 1937 |
| Oluf Aall            | 1937 | 1939 |
| Wilhelm Schibbye     | 1939 | 1945 |
| Niels Marius Nielsen | 1945 | 1950 |
| Karl Fr. Dawes       | 1950 | 1954 |
| Ranik Halle          | 1954 | 1964 |
| Bjørn Larsen         | 1964 | 1967 |
| Ambjørg Amundsen     | 1967 | 1971 |
| Baard Baardsen       | 1971 | 1975 |
| Knut Koppang         | 1975 | 1977 |
| Bjørn Larsen         | 1977 | 1979 |
| Finn Søderstrøm      | 1979 | 1981 |
| Ole Smestad          | 1981 | 1983 |
| Arild H. Johansen    | 1983 | 1987 |
| Hans Jørgen Bakke    | 1987 | 1988 |
| Jakob Madsen         | 1988 | 1991 |
| Per Bryde Sundseth   | 1991 | 1993 |
| Arild H. Johansen    | 1993 | 1995 |
| Helge Stanghelle     | 1995 | 1996 |
| Jan Aasen            | 1996 | 2004 |
| Helge Stanghelle     | 2004 | 2008 |
| Jan Aasen            | 2008 |      |
| Jostein Sørvoll      | 2014 |      |